# 康裕美
康 裕美（カン ユミ、강유미 1991年10月5日 - ）は、日本出身、大韓民国籍のサッカー選手。WKリーグ・華川国民体育振興公団（華川KSPO）所属。サッカー韓国女子代表。ポジションはMF。東京都出身の在日韓国人3世であり、日本名は大村 裕美（おおむら ひろみ）。

## 経歴
地元のサッカーチームに所属していた父親の影響で幼稚園の頃よりボールを蹴り始め、9歳のとき在日韓国人の子供たちが集う「ムグンファ・ジュニア・サッカースクール」に入る。中学時代には「さくらガールズ」でプレーし、東京都選抜にも選ばれた。14歳のとき大韓サッカー協会日本支部の推薦によりU-17韓国女子代表の練習に参加。そこでのプレーを認められ、17歳のときスポーツ特待生として韓国女子サッカーの名門校・偉螺情報産業高校に入学した。このころより日本名「裕美」を韓国風に読んだ「ユミ」を名乗り始める。1年上級に池笑然（チ・ソヨン）がおり、大きな影響を受けて大学も笑然と同じ漢陽女子大学に進んだ。同学の卒業式では在日としては異例の卒業生総代を務めている。
2010年にはFIFA・U-20女子ワールドカップに出場。翌2011年秋に韓国WKリーグのドラフト会議で1位指名を受け、忠南一和に入団。しかし1年でチームが消滅したため、名門・仁川現代製鉄レッドエンジェルズに移籍。出場機会に恵まれず、2015年に華川国民体育振興公団に再び移籍した。
同年4月に行われたロシアとの国際親善試合でA代表として初出場。5月にはFIFA女子ワールドカップ・カナダ大会のメンバーに選ばれると、グループリーグのスペイン戦、コスタリカ戦でそれぞれアシストを記録し、韓国女子代表初のワールドカップ決勝トーナメント進出に貢献した。

## 代表選出歴等
A代表
- FIFA女子ワールドカップ（2015年）
- EAFF東アジアカップ（2015年）

その他
- AFC・U-19選手権（2008年）
- FIFA・U-20女子ワールドカップ（2010年）